# 福爾斯島角
63°55′S 57°20′W / 63.917°S 57.333°W
福爾斯島角是南極洲的海岬，位於詹姆斯羅斯島，長2公里、寬1公里，該海岬在1902年2月被瑞典探險隊發現和繪入地圖，現時由南極條約體系管理。